# 119. pehotni polk (Italija)
119. pehotni polk Emilia je bil pehotni polk Kraljeve italijanske kopenske vojske.

## Zgodovina
Med prvo svetovno vojno je bil polk nastanjen na soški fronti in med drugo svetovno vojno v Jugoslaviji in Italiji.